# Шоу Джерри Спрингера
Шоу Джерри Спрингера (англ. The Jerry Springer Show) — американская телевизионная передача в формате ток-шоу производства телекомпании NBC. Программа выходила с 30 сентября 1991 года по 26 июля 2018 года. Ведущий — бывший американский политик Джерри Спрингер. Съёмки проходили в г. Стамфорд (штат Коннектикут). Шоу ретранслируется в других странах. С конца 1990-х годов подобного рода телепроекты появились и во многих другиx странах мира.
В 2002 году «TV Guide» поместил шоу на первое место в списке «Пятидесяти худших телешоу всех времён».

## Содержание
Шоу выходило в формате стиля «трэш» («помойка»), так как его участники и целевая аудитория в основном занимают низкие социальные ниши. Имеет семейно-драматическое, в том числе бытовое содержание. Затрагивает различные темы: супружеская измена, гомосексуальность, трансгендерность, различные сексуальные девиации, психические расстройства и т. д. Гости часто устраивают потасовки прямо на сцене, в том числе между женщинами и трансгендерами. Используется ненормативная лексика, которая подвергается маскировке специальным звуковым сигналом.